# Manota clausa
Manota clausa är en tvåvingeart som beskrevs av Heikki Hippa 2006. Manota clausa ingår i släktet Manota och familjen svampmyggor. Inga underarter finns listade i Catalogue of Life.